# 2024년 대한민국의 영화 목록
다음은 2024년에 개봉되었던 대한민국의 영화 목록이다.

## 개봉작
일자가 색으로 칠해져 있는 영화는 개봉된 영화를 의미한다. 개봉일은 대한민국 기준.

### 상반기
| 개봉일 | 개봉일 | 제목                             | 배급사                                                     | 감독   | 출연진                                                                                         | 장르                 | 비고                              |
| ------ | ------ | -------------------------------- | ---------------------------------------------------------- | ------ | ---------------------------------------------------------------------------------------------- | -------------------- | --------------------------------- |
| 1월    | 3일    | 간신의 피                        | (주)에스와이코마드                                         | 권하   | 송길호, 기주봉, 현리원, 신현규, 김다솔                                                         | 액션                 |                                   |
| 1월    | 10일   | 외계+인 2부                      | (주)CJ ENM                                                 | 최동훈 | 류준열, 김태리, 김우빈, 이하늬, 염정아, 조우진, 김의성, 진선규, 신정근, 윤경호, 이시훈         | 액션, 드라마, 판타지 |                                   |
| 1월    | 10일   | 이어지는 땅                      | 필름다빈                                                   | 조희영 | 공민영, 정회린, 류세일, 김동환, 김서경                                                         | 드라마               |                                   |
| 1월    | 23일   | 혐오의 스타                      | (주)앞에있다                                               | 정병식 | 황미영, 여대현, 황승원, 이가경, 이강녕, 정인태, 신영옥, 김종훈, 이인화, 임도윤, 천유진         | 드라마               |                                   |
| 1월    | 24일   | 세기말의 사랑                    | (주)엔케이컨텐츠                                           | 임선애 | 이유영, 임선우, 노래원                                                                         | 드라마               |                                   |
| 1월    | 24일   | 시민덕희                         | (주)쇼박스                                                 | 박영주 | 라미란, 공명, 염혜란, 박병은, 장윤주, 이무생, 안은진                                           | 드라마               |                                   |
| 1월    | 24일   | 울산의 별                        | 영화로운 형제                                              | 정기혁 | 김금순, 최우빈, 변중희, 주시현                                                                 | 드라마               |                                   |
| 2월    | 1일    | 배우수업                         | (주)스토리셋                                               | 송재윤 | 양동근, 임선우                                                                                 | 드라마               |                                   |
| 2월    | 5일    | 지금 이대로가 조아               | (주)콘텐츠판다                                             | 하나   | 유현우, 김지은, 오지영, 백한솔, 정미형                                                         | 드라마               |                                   |
| 2월    | 7일    | 검은 소년                        | (주)트리플픽쳐스                                           | 서정원 | 안지호, 안내상, 윤유선, 엄지성, 노태엽, 신세휘, 김중기, 구본진                                 | 드라마               |                                   |
| 2월    | 7일    | 데드맨                           | 플렉스엠엔터테인먼트                                       | 하준원 | 조진웅, 김희애, 이수경                                                                         | 범죄                 |                                   |
| 2월    | 7일    | 도그 데이즈                      | (주)CJ ENM                                                 | 김덕민 | 윤여정, 유새진, 김윤진, 정성화, 김서형, 다니엘 헤니, 이현우, 탕준상, 윤채나                    | 드라마               |                                   |
| 2월    | 7일    | 소풍                             | 롯데컬쳐웍스(주)롯데엔터테인먼트                           | 김융균 | 나문희, 김영옥, 박근형, 류승수, 이하나, 공상아, 임지규                                         | 드라마               |                                   |
| 2월    | 7일    | 아네모네                         | (주)인디스토리                                             | 정하용 | 정이랑, 박성진, 육미라, 박혜진, 이상훈, 김건하, 테리스 브라운, 이유준, 김영빈                  | 코미디               |                                   |
| 2월    | 8일    | 코넬의 상자                      | (주)와이드릴리즈                                           | 이현지 | 동하, 허지원, 김수민, 도준영, 지세현, 박이현, 하시안, 고도환                                   | 드라마               |                                   |
| 2월    | 14일   | 장인과 사위                      | (주)제이씨엔터웍스                                         | 최이현 | 동방우, 지대한, 이혁, 공정환, 김병옥                                                           | 드라마               |                                   |
| 2월    | 21일   | K스쿨                            | 강 컨텐츠                                                  | 박미경 | 남다원, 양예나, 정세민, 진민기, 구슬이, 김소현, 강세희, 박도연, 김도현                         | 드라마               |                                   |
| 2월    | 22일   | 파묘                             | (주)쇼박스                                                 | 장재현 | 최민식, 김고은, 유해진, 이도현                                                                 | 공포                 | 제74회 베를린국제영화제, 천만영화 |
| 2월    | 28일   | 막걸리가 알려줄거야              | 판씨네마(주), 홈초이스                                     | 김다민 | 박나은, 박효주, 김희원, 김지훈                                                                 | 드라마               |                                   |
| 3월    | 13일   | 돌핀                             | (주)마노엔터테인먼트                                       | 배두리 | 권유리, 길해연, 현우석, 박미현, 심희섭                                                         | 드라마               |                                   |
| 3월    | 14일   | 화녀                             | 와이드릴리즈                                               | 유영선 | 박지연, 송지은, 김누리, 조민아, 김희상, 이현주, 오서정                                         | 스릴러               |                                   |
| 3월    | 20일   | 목스박                           | 해외 배급사                                                | 고훈   | 오대환, 지승현, 김정태                                                                         | 액션                 |                                   |
| 3월    | 20일   | 당신이 잠든 사이                 | 트윈플러스파트너스(주)                                     | 장윤현 | 추자현, 이무생                                                                                 | 미스터리·액션        |                                   |
| 3월    | 21일   | 그날이 와버렸네                  | 김충길필름                                                 | 김충길 | 김충길, 신연재, 한동원, 이원선, 이이슬, 박단비, 이도근, 유정환                                 | 드라마·코미디        |                                   |
| 3월    | 27일   | 댓글부대                         | (주)에이스메이커무비웍스                                   | 안국진 | 손석구, 김성철, 김동휘, 홍경                                                                   | 범죄                 |                                   |
| 3월    | 27일   | 1980                             | (주)제이앤씨미디어그룹                                     | 강승용 | 강신일, 김규리, 백성현                                                                         | 드라마               |                                   |
| 3월    | 27일   | 연련                             | 나도밤보(주)                                               | 강서곤 | 이구민                                                                                         | 가족                 |                                   |
| 3월    | 28일   | 뒤주                             | (주)파이브데이                                             | 김지운 | 김민서                                                                                         | 공포·호러            |                                   |
| 4월    | 3일    | 씬                               | 롯데엔터테인먼트                                           | 한동석 | 김윤혜, 송이재, 박지훈, 이상아                                                                 | 호러                 |                                   |
| 4월    | 10일   | 어게인 1997                      | (주)메리크리스마스                                         | 신승훈 | 조병규, 한은수, 구준희, 최희승, 박철민, 이미도                                                 | 판타지·드라마        |                                   |
| 4월    | 10일   | 은하수                           | (주)영화특별시에스엠씨                                     | 윤제문 | 김지훈, 이시아, 조동혁                                                                         | 드라마               |                                   |
| 4월    | 17일   | 8인의 용의자들                   | 영화맞춤제작소 영화공장                                    | 오인천 | 이설구, 임채영, 류필립                                                                         | 드라마               |                                   |
| 4월    | 17일   | 정순                             | (주)더쿱디스트리뷰션                                       | 정지혜 | 김금순, 윤금선아, 조현우, 김최용준, 이은주, 정세비 외                                          | 드라마               |                                   |
| 4월    | 24일   | 범죄도시4                        | (주)플러스엠엔터테인먼트                                   | 허명행 | 마동석, 김무열, 박지환, 이동휘, 이범수, 김민재, 이지훈, 김도건, 김지훈, 현봉식, 이주빈, 김신비 | 범죄·액션            | 제74회 베를린국제영화제, 천만영화 |
| 4월    | 24일   | 여행자의 필요                    | (주)영화제작전원사, (주)콘텐츠판다                         | 홍상수 | 이자벨 위페르, 이혜영, 권해효, 조윤희, 김승윤                                                  | 드라마               |                                   |
| 4월    | 24일   | 드라이브                         | 스튜디오 이상한 나라의 원더랜드                            | 정연   | 김시은, 조의진, 이동수                                                                         | 멜로·로맨스          |                                   |
| 4월    | 24일   | 모르는 이야기                    | (주)마노엔터테인먼트                                       | 양근영 | 정하담, 김대건, 박명신, 이현진, 이주원, 김난희, 정영주, 박소율, 이선우                         | 판타지               |                                   |
| 5월    | 8일    | 미지수                           | (주)인디스토리                                             | 이돈구 | 권잎새, 박종환, 양조아, 윤유선, 이혁주                                                         | 드라마               |                                   |
| 5월    | 9일    | 깨진바루                         | (주)케이케이시네마                                         | 김행수 | 김강일, 윤승원                                                                                 | 드라마               |                                   |
| 5월    | 15일   | 그녀가 죽었다                    | (주)콘텐츠지오, (주)아티스트스튜디오, (주)무빙픽쳐스컴퍼니 | 김세휘 | 변요한, 신혜선, 이엘                                                                           | 미스터리             |                                   |
| 5월    | 22일   | 목화솜 피는 날                   | (주)스튜디오디에이치엘                                     | 신경수 | 박원상, 우미화, 최덕문, 조희봉, 이지원, 박서연                                                 | 드라마               |                                   |
| 5월    | 29일   | 분노의 강                        | (주)이놀미디어                                             | 윤철형 | 김강일, 윤경호, 김소빈, 한유은                                                                 | 드라마               |                                   |
| 5월    | 29일   | 설계자                           | (주)넥스트엔터테인먼트월드                                 | 이요섭 | 강동원, 이무생, 이미숙, 이현욱, 탕준상, 김홍파, 김신록, 이동휘, 정은채                         | 범죄                 |                                   |
| 5월    | 29일   | 새끼손가락                       | (주)해오름이앤티                                           | 최종현 | 김누리, 양준, 신준영, 심재원                                                                   | 드라마               |                                   |
| 6월    | 5일    | 원더랜드                         | (주)에이스메이커무비웍스                                   | 김태용 | 탕웨이, 수지, 박보검, 정유미, 최우식                                                           | 드라마               |                                   |
| 6월    | 12일   | 양치기                           | (주)마노엔터테인먼트                                       | 손경원 | 손수현, 오한결, 금해나, 김윤배, 김금손, 김학선, 조경창, 안재흠                                 | 스릴러               |                                   |
| 6월    | 12일   | 다우렌의 결혼                    | (주)트리플픽쳐스                                           | 임찬익 | 이주승, 아디나, 바잔, 구성환, 조하석, 유승복, 박루슬란                                         | 드라마               |                                   |
| 6월    | 12일   | 드라이브                         | (주)메리크리스마스                                         | 박동희 | 박주현, 김여진, 김도윤, 정웅인                                                                 | 스릴러               |                                   |
| 6월    | 19일   | 대치동 스캔들                    | (주)스마일이엔티                                           | 김수인 | 안소희, 박상남, 타쿠야, 조은유                                                                 | 드라마               |                                   |
| 6월    | 19일   | 카브레올레                       | 플렉스엠엔터테인먼트                                       | 조광진 | 금새록, 류경수, 강영석, 한예지                                                                 | 드라마               |                                   |
| 6월    | 21일   | 하이재킹                         | 소닉픽쳐스엔터테인먼트코리아(주)                           | 김성환 | 하정우, 여진구, 성동일, 채수빈, 김경찬                                                         | 범죄                 |                                   |
| 6월    | 26일   | 보통의 우주는 찬란함을 꿈꾸는가? | (주)인디스토리                                             | 김보원 | 금새록, 류경수, 강영석, 한예지                                                                 | 드라마               |                                   |
| 6월    | 26일   | 우리와 상관없이                  | 필름다인                                                   | 유형준 | 곽민규, 최성민                                                                                 | 드라마               |                                   |
| 6월    | 26일   | 정직한 사람들                    | 와이드릴리즈(주)                                           | 김문경 | 최보윤, 류이재                                                                                 | 범죄                 |                                   |
| 6월    | 26일   | 핸섬가이즈                       | (주)넥스트엔터테인먼트                                     | 남동협 | 이성민, 이희준, 공승연, 박지환, 이규형                                                         | 코미디               |                                   |

### 하반기
| 개봉일 | 개봉일 | 제목                                           | 배급사                                                     | 감독                         | 출연진 | 장르         | 비고 |
| ------ | ------ | ---------------------------------------------- | ---------------------------------------------------------- | ---------------------------- | --- | ------------ | ---- |
| 7월    | 3일    | 탈주                                           | 플렉스엠엔터테인먼트                                       | 이종필                       | 이제훈, 구교환, 홍사빈, 김재우, 이재광, 진희규, 박주훈, 양영문, 박다원, 진하량                                                       | 액션         |      |
| 7월    | 10일   | 더 납작 엎드릴게요                             | (주)마노엔터테인먼트                                       | 김은영                       | 김연교, 장리우, 손예원, 임호준, 김금순, 이은미, 권민경, 손호석, 윤진, 박재선, 석민호, 이세령                                         | 드라마       |      |
| 7월    | 12일   | 탈출: 프로젝트 사일런스                        | (주)씨제이이엔엠                                           | 김태곤                       | 이선균, 주지훈, 김희원, 문성근, 예수정, 김태우, 박희본, 박주현, 김수안                                                               | 스릴러       |      |
| 7월    | 17일   | 냄새가 난다                                    | (주)파인스토리                                             | 권성모                       | 배소영 | 드라마       |      |
| 7월    | 24일   | 엄마의 왕국                                    | 한국영화아카데미                                           | 이상학                       | 한기장, 남기애, 유성주 | 범죄         |      |
| 7월    | 24일   | 진주의 진주                                    | 영화배급협동조합 씨네소파                                  | 김록경                       | 문선용, 임호준 | 드라마       |      |
| 7월    | 31일   | 샤인                                           | (주)인디스토리                                             | 박석영                       | 장해금, 장선, 정은경, 송지은 | 드라마       |      |
| 7월    | 31일   | 파일럿                                         | 롯데엔터테인먼트                                           | 김한결                       | 조정식, 이주명, 한선화, 신승호 | 코미디       |      |
| 8월    | 7일    | 리볼버                                         | 플렉스엠엔터테인먼트                                       | 오승욱                       | 전도연, 지창욱, 임지연, 김준한, 김종수, 정만식                                                                                       | 범죄         |      |
| 8월    | 9일    | 붉은 댕기                                      | 스마일 픽쳐스                                              | 김문옥                       | 최다형, 김지인, 박효근, 배경희, 김지니, 박홍열, 오이                                                                                 | 드라마       |      |
| 8월    | 14일   | 빅토리                                         | (주)마인드마크                                             | 박범수                       | 이혜리, 박세완, 이정하, 조아람 | 드라마       |      |
| 8월    | 14일   | 행복의 나라                                    | (주)넥스트엔터테인먼트                                     | 추창민                       | 조정석, 이선균, 유재명 | 드라마       |      |
| 8월    | 21일   | 필사의 추격                                    | TCO(주)더콘텐츠온                                          | 김재훈                       | 박성웅, 곽시양, 윤경호, 정유진 | 코미디       |      |
| 8월    | 21일   | 늘봄가든                                       | 바오포엠스튜디오, 제이앤씨미디어그룹                       | 구태진                       | 조윤희, 김주령, 허동원, 정인겸 | 공포(호러)   |      |
| 8월    | 28일   | 문경                                           | 트윈플러스파트너스(주)                                     | 심동일                       | 류아벨, 조재경, 최수민, 채서안, 김주아                                                                                               | 드라마       |      |
| 8월    | 28일   | 풍기                                           | (주)드림팩엔터테인먼트                                     | 박규식                       | 김정태, 이선진, 유태웅, 남경읍 | 코미디       |      |
| 8월    | 28일   | 한밤의 판타지아                                | (주)씨엠닉스                                               | 이현지                       | 하영, 동화, 김효은, 차신태 | 드라마       |      |
| 8월    | 28일   | 한국이 싫어서                                  | ㈜디스테이션                                               | 장건재                       | 고아성, 주종혁, 김우겸, 이상희, 오민애, 김지영                                                                                       | 드라마       |      |
| 8월    | 29일   | 둥범                                           | ㈜콘텐츠윙                                                 | 이동주                       | 이종윤, 윤경호, 최예은, 임형태 | 미스터리     |      |
| 9월    | 4일    | 딸에 대하여                                    | 스튜디오에이드                                             | 이미랑                       | 오민배, 허진, 임세미, 하윤경 | 드라마       |      |
| 9월    | 4일    | 바리데기                                       | 시네마 뉴원                                                | 이세원                       | 공전환, 황설아, 지대한, 황바울, 전지학, 손은호, 최현석, 박태진, 김재호, 김주경, 성빈우                                               | 공포·호러    |      |
| 9월    | 11일   | 그녀에게                                       | 영화로운 형제                                              | 이상철                       | 김재화, 성도현, 반주원, 이하린 | 드라마       |      |
| 9월    | 11일   | 여름이 끝날 무렵의 라트라비아타                | (주)트리플픽쳐스                                           | 윤석호                       | 김지영, 배수빈, 정영숙 | 드라마       |      |
| 9월    | 11일   | 장손                                           | 영화사 대명                                                | 오정민                       | 강승호, 우상진, 손숙, 차미경, 오만석, 안민영, 정재은, 서현철, 김시은, 강태우                                                         | 가족         |      |
| 9월    | 13일   | 베테랑 2                                       | 씨제이이엔엠                                               | 류승완                       | 황정민, 정해인, 장윤주, 정만식, 신승환, 오달수, 오대환, 김시후, 안보현, 진경, 권해효, 변홍준                                         | 액션         |      |
| 9월    | 18일   | 수유천                                         | 영화제작전원사, 콘텐츠판다                                 | 홍상수                       | 김민희, 권해효, 조윤희, 하성국 | 드라마       |      |
| 9월    | 25일   | 해야할 일                                      | 영화사 나른, 명필름랩, 케이티알파                          | 박홍준                       | 정성범, 서석규, 김도영, 장리우, 이노아, 강인기                                                                                       | 드라마       |      |
| 10월   | 1일    | 대도시의 사랑법                                | 플렉스엠엔터테인먼트                                       | 이언희                       | 김고은, 노상 | 드라마       |      |
| 10월   | 2일    | 영웅들의 눈물                                  | 시네마뉴원                                                 | 장태령                       | 일민, 윤라영, 문병, 이경영, 한태일, 김미영, 정선우, 홍윤정, 박홍열, 박찬익 전지학                                                    | 전쟁         |      |
| 10월   | 9일    | 보통의 가족                                    | (주)하이브미디어코프                                       | 허진호                       | 설경구, 장동건, 김희애, 수현 | 드라마       |      |
| 10월   | 16일   | 우리는 천국에 갈 순 없지만 사랑은 할 수 있겠지 | (주)메리크리스마스                                         | 김현목                       | 한제이, 박수연, 이유미, 신기환 | 드라마       |      |
| 10월   | 16일   | 6시간후 너는 죽는다                            | (주)트리플픽처스                                           | 이윤석                       | 박주현, 재현, 곽시양 | 스릴러       |      |
| 10월   | 16일   | 빚가리                                         | 필름다인                                                   | 고봉수                       | 문용일, 고성완, 송형배, 장동우, 서혜지, 김요섭, 주성빈, 이정주                                                                       | 코미디       |      |
| 10월   | 17일   | 더러운 돈에 손대지 마라                        | (주)에이스메이커무비웍스                                   | 김민수                       | 정우, 김대명, 박병은, 조현철, 정해균, 유태오, 백수장                                                                                 | 범죄         |      |
| 10월   | 23일   | 개그맨                                         | (주)디스테이션                                             | 전승표                       | 허지연, 남연우, 고원희 | 코미디       |      |
| 10월   | 23일   | 오후 네시                                      | 홀리가든                                                   | 송정우                       | 오달수, 장영남, 김홍파 | 드라마       |      |
| 10월   | 23일   | 결혼, 하겠나?                                  | (주)스튜디오 산타클로스엔터테인먼트                        | 김진태                       | 이동휘, 한지은, 강신일, 차미경, 박성근, 박소진, 유재명                                                                               | 코미디       |      |
| 10월   | 23일   | 더 킬러스                                      | (주)루믹스미디어                                           | 김종관, 노덕, 장항준, 이명세 | 심은경, 연우진, 홍사빈, 지우, 오연아, 장현성, 이재균, 고창석, 김금순                                                                 | 드라마       |      |
| 10월   | 23일   | 폭설                                           | 판씨네마                                                   | 윤수익                       | 한해인, 한소희 | 드라마       |      |
| 10월   | 23일   | 공작새                                         | (주)영화사 그램                                            | 변성빈                       | 김유겸, 해준, 고재현, 황정민, 케이스핏                                                                                               | 드라마       |      |
| 10월   | 24일   | 세상 참 예쁜 오드리                            | (주)콘텐츠온                                               | 이영국                       | 김정난, 박지훈, 김보명, 김기두, 김이경, 전영미, 하시온, 이필모                                                                       | 가족         |      |
| 10월   | 30일   | 아마존 활명수                                  | (주)바른손이앤에이                                         | 김창주                       | 류승룡, 진선규, 이고르 페드로소, 루안 브룸, J.B.올리베비라, 염혜란, 고경표                                                           | 드라마       |      |
| 10월   | 30일   | 럭키, 아파트                                   | 인디스토리                                                 | 강유가람                     | 손수현, 박가영, 이주영, 정애화, 전소현, 최은율, 이지하, 정수지, 유병용, 정보람, 윤부진, 엄옥란, 서은지, 이유경, 이철, 최경준, 서석규 | 드라마       |      |
| 10월   | 30일   | 최소한의 선의                                  | (주)스튜디오디에이치엘                                     | 김현정                       | 장윤주, 최수인 | 코미디       |      |
| 10월   | 30일   | 하와이 연가                                    | CGV ICECON                                                 | 이진영                       | 리처드 용재 오닐, 김지연, 캐올라비머, 이그나스 장, 게리 박, 예수정                                                                   | 드라마       |      |
| 11월   | 1일    | 4분 44초                                       | 롯데컬쳐웍스(주)롯데엔터테인먼트                           | 박종균                       | 유지애, 함연지, 온유, 이성열, 김소연, 임나연, 이수민, 권현빈, 장영남                                                                 | 공포         |      |
| 11월   | 6일    | 데드라인                                       | (주)영화특별시에스엠씨                                     | 권봉근                       | 공승연, 박지일, 정석용, 홍서준, 유승목, 장혁진                                                                                       | 드라마       |      |
| 11월   | 6일    | 아메바 소녀들과 학교괴담: 개교기념일           | (주)스튜디오 산타클로스엔터테인먼트                        | 김민하                       | 김도연, 손주연, 강신희, 정하담 | 공포, 코미디 |      |
| 11월   | 6일    | 청설                                           | 플렉스엠엔터테인먼트                                       | 조선호                       | 홍경, 노윤서, 김민주 | 드라마       |      |
| 11월   | 14일   | 사흘                                           | ㈜쇼박스                                                   | 현문섭                       | 박신양, 이민기, 이레, 태인호 | 공포         |      |
| 11월   | 20일   | 딜리버리                                       | 마노엔터테인먼트                                           | 장민준                       | 김영민, 권소현, 권소현, 강태우 | 드라마       |      |
| 11월   | 20일   | 한 채                                          | 씨네소파                                                   | 정범, 허장                   | 임후성, 이수정, 이도진, 이주형 | 드라마       |      |
| 11월   | 20일   | 히든 페이스                                    | (주)넥스트엔터테인먼트                                     | 김대우                       | 송승헌, 조여정, 박지현 | 스릴러       |      |
| 11월   | 20일   | 자기만의 방                                    | (주)시네필운                                               | 오세호                       | 김환희, 김리예, 백현진 | 가족         |      |
| 11월   | 20일   | 미망                                           | (주)영화사 전진                                            | 김태양                       | 이명하, 하성국, 박봉준, 백승진, 정수지                                                                                               | 드라마       |      |
| 11월   | 27일   | 아가미                                         | 영화로운형제                                               | 유승원                       | 유승원, 정가현 | 가족         |      |
| 11월   | 27일   | 아침바다 갈매기는                              | (주)고집스튜디오                                           | 박이웅                       | 윤주상, 양희경 | 드라마       |      |
| 12월   | 4일    | [1승                                           | (주)아티스트유나이티드, (주)키다리스튜디오, (주)콘텐츠지오 | 신연식                       | 송강호, 박정민, 장윤주 | 드라마       |      |
| 12월   | 4일    | 루프                                           | (주)이놀미디어                                             | 구상범                       | 이효제, 정지훈, 유신 | 드라마       |      |
| 12월   | 4일    | 소방관                                         | (주)바이오엠스튜디오                                       | 곽정택                       | 곽도현, 유재명, 이유영, 김민재, 오대환, 이준혁, 장영남                                                                               | 드라마       |      |
| 12월   | 4일    | 세입자                                         | (주)인디스토리                                             | 윤은경                       | 김대건, 허동원, 박소현 | SF           |      |
| 12월   | 4일    | 언니 유정                                      | 찬란                                                       | 정해일                       | 박예영, 이하은, 김이경 | 가족         |      |
| 12월   | 4일    | 원정빌라                                       | (주)스마일이엔터                                           | 김선국                       | 이현우, 문정희, 방민아 | 공포(호러)   |      |
| 12월   | 4일    | 섬·망                                          | 영원의 질감                                                | 박순리                       | 이은, 최원정, 박세기, 오민정, 홍강우, 이길원, 김이담, 한예서, 김민서                                                                 | 드라마       |      |
| 12월   | 11일   | 대가족                                         | 롯데컬처웍스(주)롯데엔터테인먼트                           | 양우석                       | 김윤석, 이승기, 김성령, 강하나, 박수영, 김시우, 윤채나, 심희섭, 길해연, 이순재                                                       | 드라마       |      |
| 12월   | 18일   | 힘을 낼 시간                                   | (주)엣나인필름                                             | 남궁선                       | 최성은, 현우석, 하서윤, 강채윤, 홍상표                                                                                               | 드라마       |      |
| 12월   | 24일   | 괜찮아 괜찮아 괜찮아                           | (주)투맨필름                                               | 깅혜영                       | 이레, 진서연, 정수빈 | 가족         |      |
| 12월   | 24일   | 하얼빈                                         | (주)씨제이이엔엠                                           | 우민호                       | 현빈, 박정민, 조우진, 전여빈, 박훈, 유재명, 이동욱                                                                                   | 드라마       |      |
| 12월   | 25일   | 오랜만이다                                     | (주)블루필름윅스                                           | 이은정                       | 방민아, 이가섭, 이태구 | 드라마       |      |
| 12월   | 26일   | 남녀 사이에 기승전결이 어딨어?                 | (유)영화사 반딧불                                          | 신유재                       | 유화정, 박경복 | 힐링·로맨스  |      |
| 12월   | 31일   | 보고타: 마지막 기회의 땅                       | 플렉스엠엔터테인먼트                                       | 김성제                       | 송중기, 이희준, 권해효, 박지환, 조현철, 김종수                                                                                       | 범죄         |      |

## 참고 문헌
- KOFIC 영화데이터베이스

## 같이 보기
- 2024년 대한민국의 영화